# Goussia spraguei
Goussia spraguei is een soort in de taxonomische indeling van de Myzozoa, een stam van microscopische parasitaire dieren. Het organisme komt uit het geslacht Goussia en behoort tot de familie Eimeriidae. Goussia spraguei werd in 1989 ontdekt door Morrison & Poynton.